# Toyota Sienta
Der Toyota Sienta ist ein kleiner, fünftüriger Van mit Schiebetüren, den Toyota nur für den asiatischen Markt herstellt.

## 1. Generation (2003–2015)
Die erste Generation wurde im September 2003 eingeführt und bietet trotz seiner geringen Größe sieben Sitzplätze. Sein Styling ist sehr modern und ähnelt dem des Renault Twingo.
Der Sienta wurde vom populären Kleinwagen Vitz abgeleitet. Als Familienwagen hat der Sienta aber eine andere Front und Innenausstattung.
Der Wagen hat einen 1,5-Liter-R4-Ottomotor mit variabler Ventilsteuerung (VVTi), der 81 kW (110 PS) bei 6000 min−1 leistet, und ein stufenloses Automatikgetriebe (CVT), ebenso wie ABS und EBD. Auf Wunsch ist er auch mit Allradantrieb erhältlich.
Der Innenraum ist sehr flexibel eingerichtet; verschiedenste Sitzkombinationen sind realisierbar. Er ist mit vielen Ablagen ausgestattet. Große Schiebetüren hinten gewähren bequemen Einstieg für die Rücksitzpassagiere.
Die geringen Unterhaltungskosten, der für einen Van geringe Benzinverbrauch (6,25–8,33 l / 100 km) und die großen Schiebetüren machen ihn in Japan sehr beliebt. Auch in Hongkong findet man etliche Exemplare, meist als Grauimport.
2006, drei Jahre nach Beginn der Serie, bekam der Sienta ein Facelift. Es gab neue Außenfarben, wie apfelgrün, gewehrgrau und blaumetallic. Auch die Schiebetüren sind nun elektrisch zu betätigen.
Ab dem Modelljahrgang 2007 wurde der Wagen nur auf dem japanischen Markt mit dem Toyota-Navigationssystem G-BOOK und der Telematik angeboten.

## 2. Generation (2015–2023)

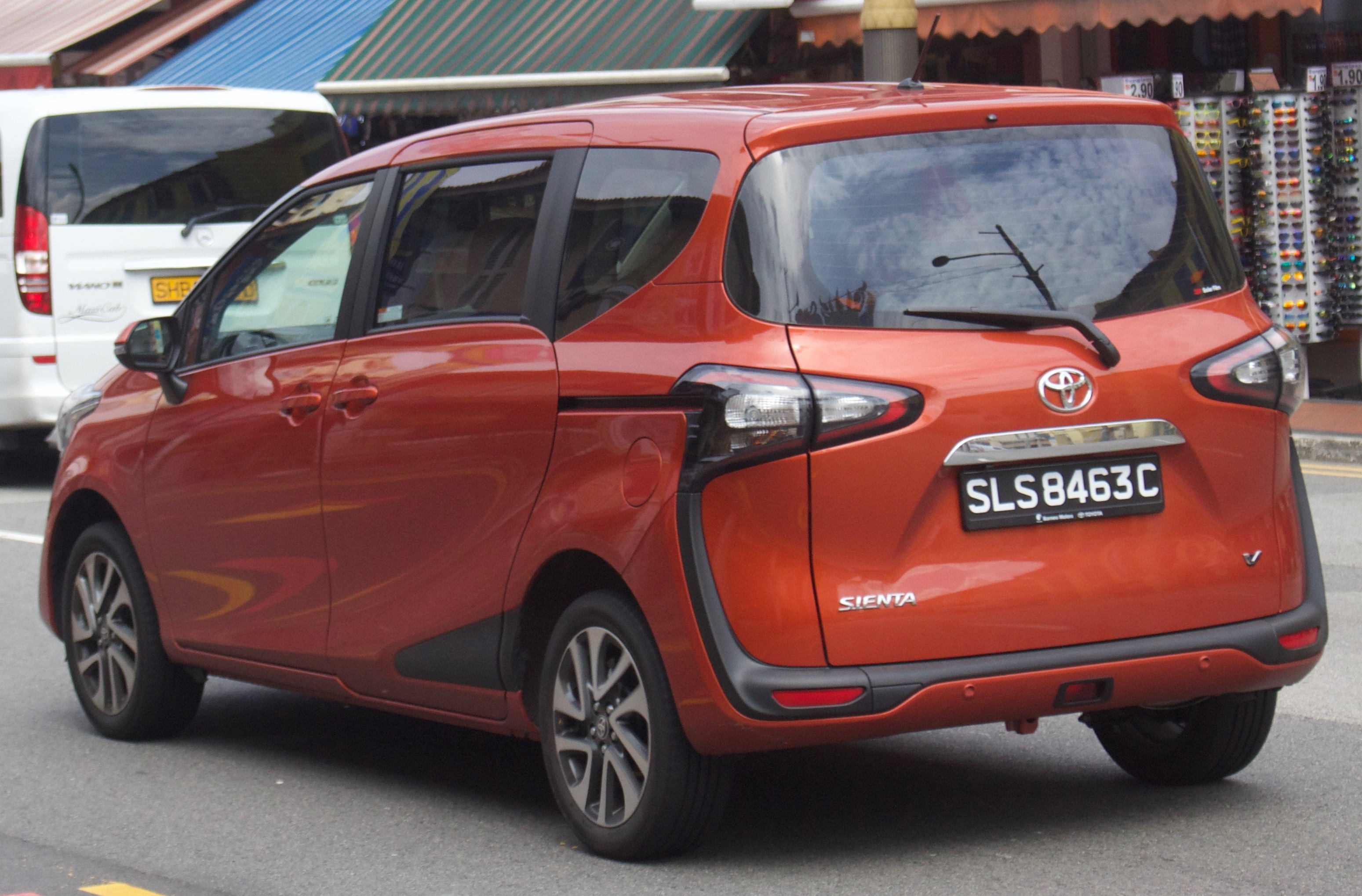
Heckansicht

Die zweite Generation des Toyota Sienta debütierte am 9. Juli 2015. Weiterhin war er mit bis zu sieben Sitzen verfügbar. Den Antrieb übernahm das Modell aus dem Vorgängermodell. In Japan war zudem eine Hybridversion und eine Variante mit Allradantrieb erhältlich.

### Technische Daten
|                                             | Sienta                | Sienta 4WD            | Sienta Hybrid                        |
| Bauzeitraum                                 | 07/2015–09/2023       | 07/2015–08/2022       | 07/2015–08/2022                      |
| Motorkenndaten                              |                       |                       |                                      |
| Motortyp                                    | R4-Ottomotor          | R4-Ottomotor          | R4-Ottomotor + Elektromotor          |
| Hubraum                                     | 1496 cm³              | 1496 cm³              | 1496 cm³                             |
| max. Leistung bei min−1                     | 79 kW (107 PS) / 6000 | 76 kW (103 PS) / 6000 | 54 kW (73 PS) / 4800 + 45 kW (61 PS) |
| max. Drehmoment bei min−1                   | 140 Nm / 4200         | 132 Nm / 4400         | 111 Nm / 3600–4400 + 169 Nm          |
| Kraftübertragung                            |                       |                       |                                      |
| Antrieb, serienmäßig                        | Vorderradantrieb      | Allradantrieb         | Vorderradantrieb                     |
| Getriebe, serienmäßig                       | Stufenloses Getriebe  | Stufenloses Getriebe  | Stufenloses Getriebe                 |
| Messwerte                                   |                       |                       |                                      |
| Höchstgeschwindigkeit                       | 165 km/h              | k. A.                 | k. A.                                |
| Beschleunigung, 0–100 km/h                  | 12,8 s                | k. A.                 | k. A.                                |
| Kraftstoffverbrauch auf 100 km (kombiniert) | 6,2 l Super           | 6,5 l Super           | 3,7 l Super                          |
| Leergewicht                                 | 1310–1360 kg          | 1370–1380 kg          | 1380 kg                              |
| Tankinhalt                                  | 42 l                  | 45 l                  | 42 l                                 |

## 3. Generation (seit 2022)

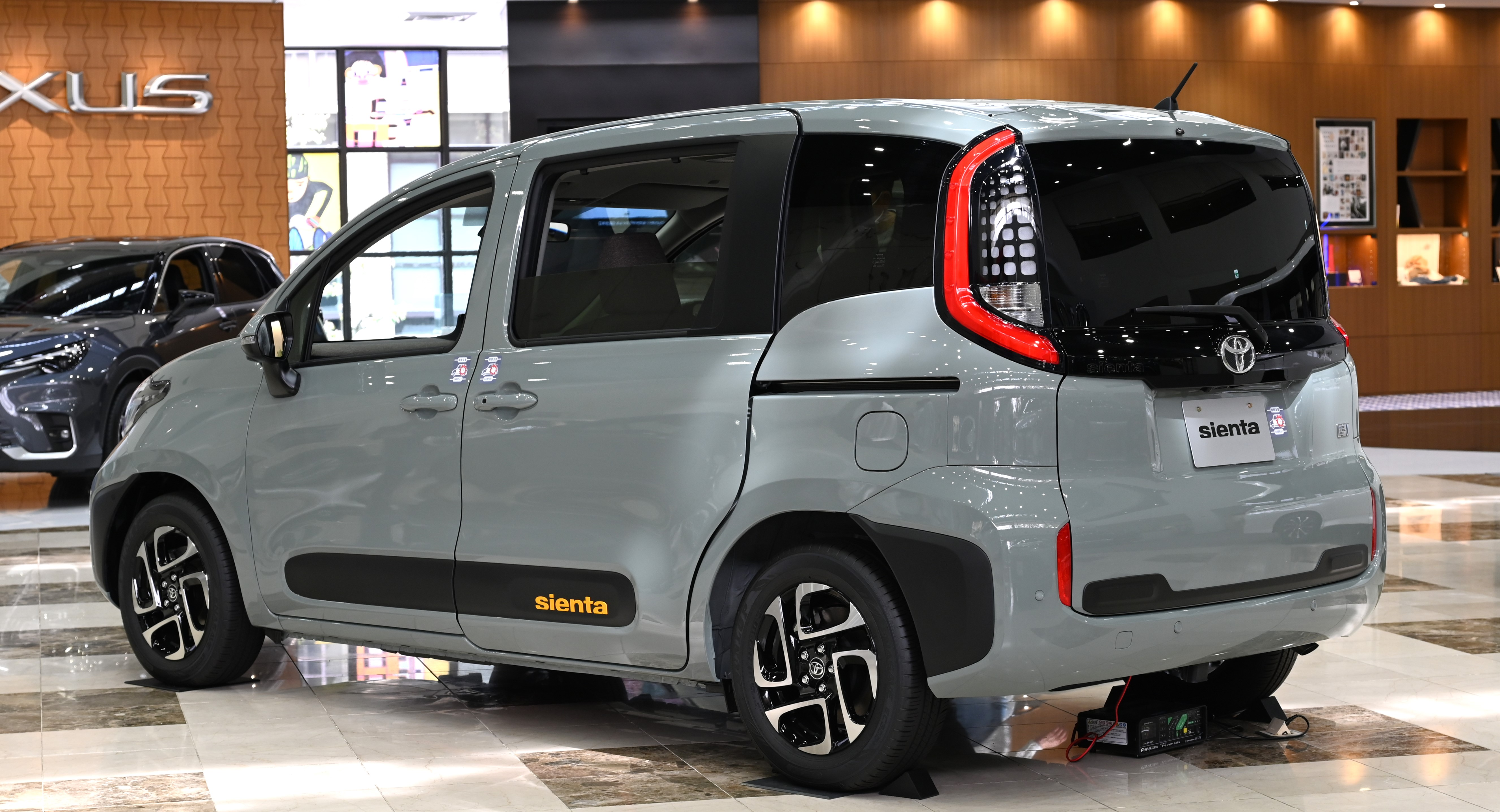
Heckansicht

Die dritte Generation der Baureihe debütierte am 23. August 2022 zunächst für den japanischen Markt. Erneut ist eine siebensitzige Variante verfügbar. Erstmals basiert der Sienta auf der Toyota New Global Architecture. Angetrieben wird der Van von aus dem Yaris bekannten Antrieben. Die Hybrid-Variante ist gegen Aufpreis mit einem elektrischen Allradantrieb E-Four erhältlich.

### Technische Daten
|                                             | Sienta 1.5                  | Sienta 1.5 Hybrid           | Sienta 1.5 Hybrid E-Four    |
| Bauzeitraum                                 | seit 08/2022                | seit 08/2022                | seit 08/2022                |
| Motortyp                                    | R3-Ottomotor                | R3-Ottomotor + Elektromotor | R3-Ottomotor + Elektromotor |
| Motoraufladung                              | —                           | —                           | —                           |
| Hubraum                                     | 1490 cm³                    | 1490 cm³                    | 1490 cm³                    |
| max. Leistung Ottomotor                     | 88 kW (120 PS) bei 6600/min | 67 kW (91 PS) bei 5500/min  | 67 kW (91 PS) bei 5500/min  |
| max. Elektroleistung                        | —                           | 59 kW (80 PS)               | 59 kW (80 PS) + 2 kW (3 PS) |
| max. Systemleistung                         | —                           | 85 kW (116 PS)              | 85 kW (116 PS)              |
| max. Drehmoment Ottomotor                   | 145 Nm bei 4800–5200/min    | 120 Nm bei 3800–4800/min    | 120 Nm bei 3800–4800/min    |
| max. Drehmoment Elektromotor                | —                           | 141 Nm                      | 141 Nm + 44 Nm              |
| Kraftübertragung                            |                             |                             |                             |
| Antrieb                                     | Vorderradantrieb            | Vorderradantrieb            | Allradantrieb               |
| Getriebe                                    | Stufenloses Getriebe        | Stufenloses Getriebe        | Stufenloses Getriebe        |
| Messwerte                                   |                             |                             |                             |
| Höchstgeschwindigkeit                       | k. A.                       | 160 km/h                    | k. A.                       |
| Beschleunigung, 0–100 km/h                  | k. A.                       | 12,5 s                      | k. A.                       |
| Kraftstoffverbrauch auf 100 km (kombiniert) | 5,4–5,5 l Super             | 3,5 l Super                 | 4,0 l Super                 |
| Tankinhalt                                  | 40 l                        | 40 l                        | 40 l                        |